# Merkholtz
Merkholtz (luxembourgeois : Mäerkels) est une section de la commune luxembourgeoise de Kiischpelt située dans le canton de Wiltz.
La gare de Merkholtz est un arrêt ferroviaire situé en pleine nature.